# Els amants papallona
Els amants papallona o Liang Zhu és el nom d'una llegenda tradicional xinesa que ha adoptat la forma de diverses representacions al llarg del temps fins al punt d'esdevenir candidata a entrar dins del recull d'Obres Mestres del Patrimoni Oral i Intangible de la Humanitat. El títol prové de la parella desgraciada protagonista.

## Argument
Zhu era una jove d'una família nombrosa que, gràcies a la seva intel·ligència, convenç el seu pare que la deixi estudiar malgrat ser una noia. Aquest accedeix i la Zhu marxa a ciutat disfressada d'home. Pel camí coneix un jove, Liang, qui també assistirà a la mateixa escola on ella s'ha matriculat. La conversa i companyia acaba fent que la Zhu s'enamori de Liang i li proposa que l'acompanyi a casa per prometre's a una suposada germana menor. Ell accepta i quan arriba a la vila natal la Zhu li revela la seva autèntica identitat i es declarem amor etern. El pare de la Zhu, però, li ha concertat un matrimoni amb un ric mercader i s'oposa al nou pretendent. Desesperat, el Liang marxa i intenta exercir el seu ofici però mor en poc temps de pena i enyorança. El dia del casament de la Zhu, quan la comitiva comença la processó, un fort remolí de vent porta a la noia a la tomba del seu estimat. Mentre ella plora i li diu dolces paraules, la tomba s'obre i ella hi entra per morir i reunir-se amb el seu amant. De la tomba emergeixen dues papallones que no se separen mai més.

## Versions
La història està ambientada durant la Dinastia Jin (265-420) però els primers registren daten del segle viii, durant la dinastia Tang, sota la forma de diversos escrits. De seguida es va adaptar al teatre cantat tradicional xinès i aquesta versió és la que va donar peu a la seva fama posterior. És una de les quatre històries tradicionals clàssiques xineses. i s'ha portat al cinema en diverses ocasions. També ha estat representada per companyies de teatre occidental i ha inspirat concerts i sèries de televisió.